# Acri
Acri – miasto i gmina we Włoszech, w regionie Kalabria, w prowincji Cosenza. Według danych z 31 grudnia 2016 gminę zamieszkiwało 20 623 osób.